# Золотое изобилие

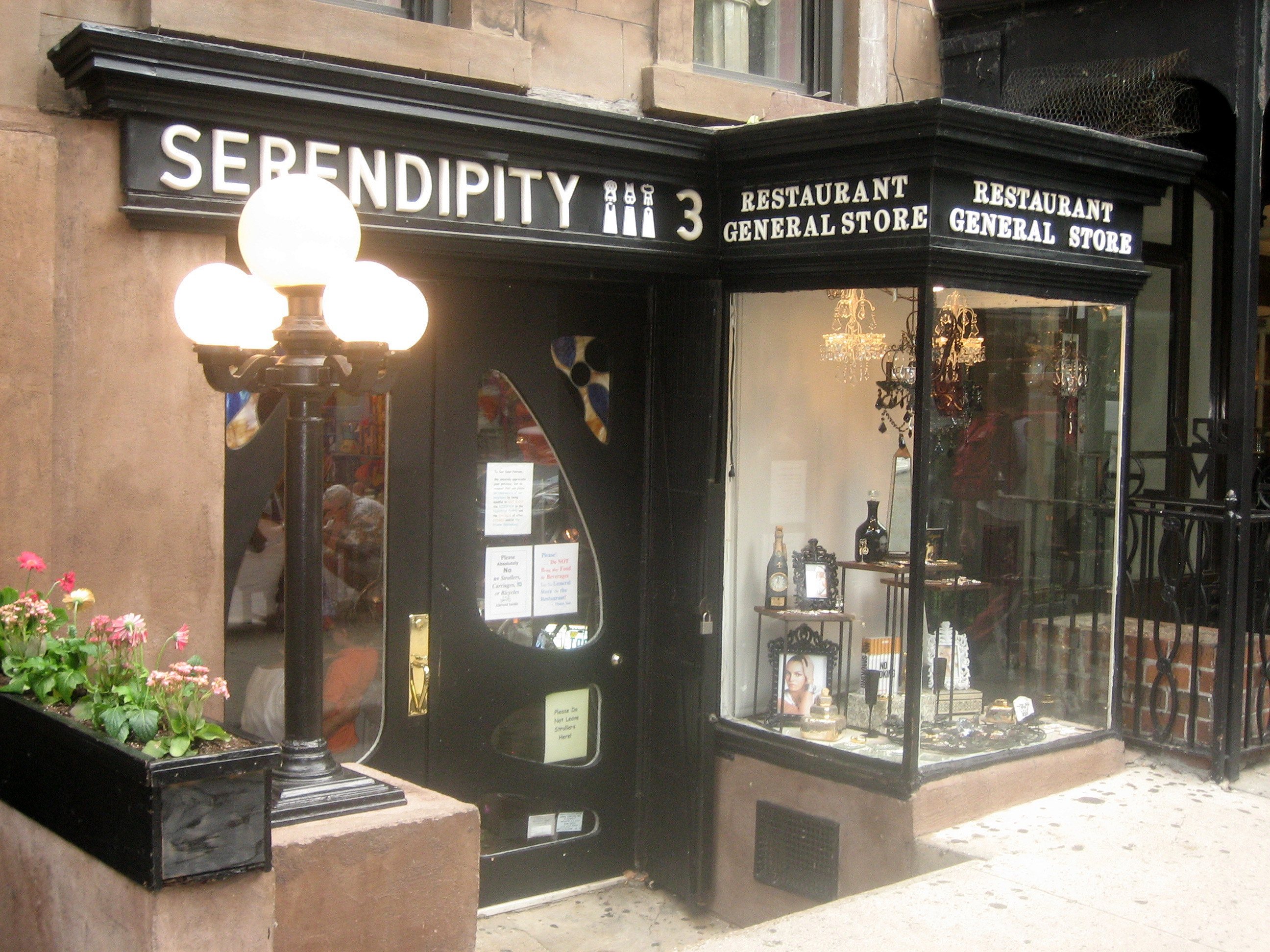
Вход в ресторан Serendipity 3 на Манхеттене (Нью-Йорк)

Сандей «Золотое изобилие» (англ. The Golden Opulence Sundae) — американский десерт из мороженого (сандей), созданный в 2004 году в нью-йоркском ресторане Serendipity 3 по случаю золотого юбилея заведения — пятидесятилетия со дня открытия.
С ценой в 1000 долларов США с сентября 2004 года официально являлся самым дорогим десертом в мире, пока в ноябре 2007 года этот рекорд не побил десерт Frrrozen Haute Chocolate от того же ресторана. По состоянию на 2023 год «Золотое изобилие» входит в десятку самых дорогих десертов мира.

## Стоимость
Сандей «Золотое изобилие» был зарегистрирован в Книге рекордов Гиннесса как самый дорогой в мире десерт. Он также был указан в списке самых дорогих десертов мира, составленном журналом Forbes.
Десерт являлся одним из главных блюд в меню ресторана на протяжении нескольких лет. Согласно данным за 2006 год, его заказывали в ресторане примерно раз в месяц. Особенной популярностью он пользовался у представителей светской элиты, рок-певцов и других знаменитостей. Следуя этому примеру, некоторые рестораны в США также стали добавлять в меню свои варианты «мороженого за тысячу долларов».
В ноябре 2007 года, через день после появления на Таймс-сквер, в нью-йоркском отеле The Westin New York рогалика за 1000 долларов, владелец ресторана Serendipity 3 Стивен Брюс объявил о создании ещё более дорогого десерта из мороженого, Frrrozen Haute Chocolate, стоимостью уже 25 тысяч долларов США. «Золотое изобилие», как и Frrrozen Haute Chocolate, подаются только по предварительному заказу. Заказ на «Золотое изобилие» размещается как минимум за 48 часов до посещения ресторана.
Позднее ресторан зарегистрировал такие рекорды, как самый дорогой сэндвич (214 $), самый дорогой молочный коктейль (100 $) и самая дорогая картошка-фри (200 $, июль 2021 года) — что было расценено как удачный маркетинговый ход после окончания пандемии.
Несмотря на то, что с 2004 года в ресторанных меню по всему миру появилось немало различных дорогостоящих позиций, десерт «Золотое изобилие» продолжают указывать в списках самых дорогих ресторанных предложений. По состоянию на 2023 год он входит в десятку самых дорогих десертов мира.

## Состав
Рестораном предлагаются самые разные вкусы этого десерта на выбор. Основным ингредиентом «Золотого изобилия» являются три шарика таитянского ванильного мороженого, вкус которого усилен добавлением мадагаскарской ванили. Шарики, покрытые фольгой из 23-х каратного пищевого золота, выкладываются в хрустальный бокал «Баккара», предварительно выложенный такими же листиками золота. Вкус мороженого дополняет шоколадная паста, сделанная из таких дорогостоящих сортов шоколада итальянской фирмы Amedei, как криольский Porcelana (считается самым дорогим шоколадом в мире) и карибский «Чуао» (Chuao) на основе какао-бобов из Венесуэлы. Сверху добавлены две пластинки плиточного шоколада этой же фирмы.
В десерт также входит десертная икра без соли Grande Passion, насыщенная экстрактом маракуйи с добавлением арманьяка или коньячного ликёра Grand Marnier. Кроме того, используются шоколадные трюфели, покрытые шоколадом фруктовые дольки французской фирмы Fauchon, апельсиновые цукаты из Швейцарии, марципановые вишни и позолоченные миндальные орешки. Десерт увенчивает позолоченный засахаренный цветок орхидеи от шеф-повара Рона Бен-Исраэля (Ron Ben-Israel), на изготовление которого требуется около восьми часов.
«Золотое изобилие» подаётся на позолоченной тарелке, в хрустальном бокале Harcourt фирмы «Баккара» стоимостью около 350 долларов (который после поедания десерта можно забрать с собой) и с ложкой из 18-каратного золота стоимостью 300—400 долларов. К икре также подаётся ложечка из перламутра.

## В культуре
Сандей «Золотое изобилие» упоминался в комедийном сериале телеканала NBC 30 Rock и в передаче телеканала CNBC «Секретная жизнь супербогатых» (Secret Lives of the Super Rich).